# 시전
시전(市廛)은 고려 시대와 조선 시대에 있던 수도였던 개경과 한양의 시가지에 있던 큰 상점이며, 그 상점이 있던 거리를 가리켜 시전 거리라고 부르기도 하였다

## 역사

### 삼국시대
신라의 수도인 서라벌(경주)은 정치 중심지로서 인구가 집중되어 있었다. 그리하여 국내 교역은 물론 중국·일본과의 공·사무역(公私貿易)이 성행하여 수도는 더욱 번창하게 되었다. 통일 이전인 5세기 말에 조정에서는 상인으로 하여금 좌상점포(坐商店鋪)인 시전(市廛)을 개설케 하였다. 효소왕(孝昭王) 때에 이르러서는 수도의 동·서·남·북에 시전(市廛)을 갖추게 되고, 시전(市典)이라는 관청을 두어 이를 감독케 하였다.

### 고려 시대
고려의 시전은 시가지에 있던 큰 상점을 가리켰다.
고려 때에는 태조 2년(919년) 개성 시전(市廛)이 설치되어 상업이 발전하였다. 시전의 보호와 감독을 위해서는 경시서(京市署)가 설치되어 물가 조절과 상품 종류 등에 대하여 통제를 가하며, 관청에서 허가한 상품 이외에는 마음대로 팔지 못하게 하였는데, 만일 이를 범할 경우에는 엄히 다스렸다. 시전에서는 경시서로부터 상품의 가격을 평가받고 세인(稅印)을 찍은 다음에야 판매할 수 있었다.

### 조선 시대

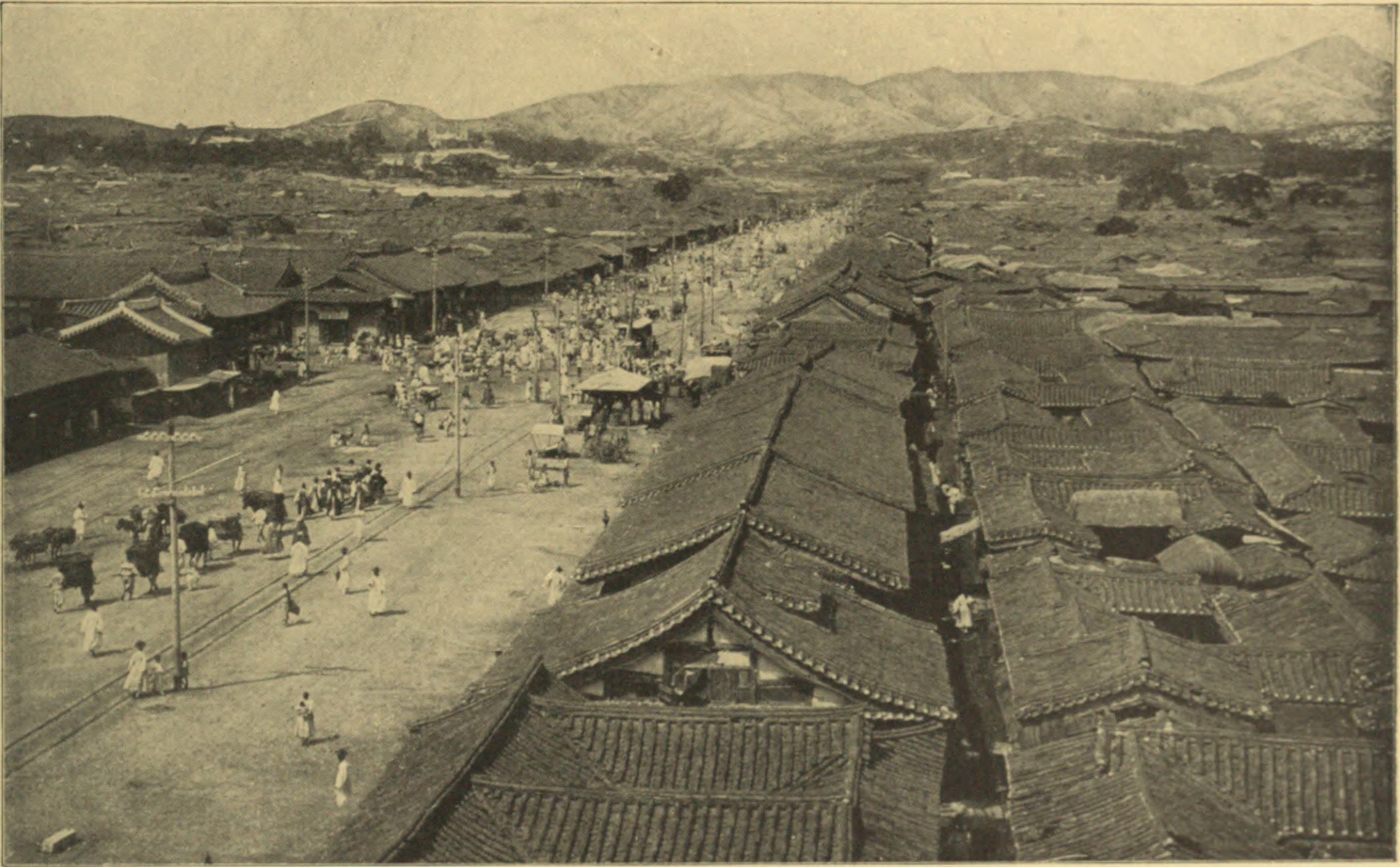
종로의 시전 (1908년)

태조 즉위년에 서울에 경시서(京市署)를 설치하여 경내(京內) 상인을 관리하며, 도량형기를 지키도록 단속하며, 물가를 억제하는 등 일반시장의 행정사무를 담당케 하였다. 그 후 정종 1년(1399년)에 종로를 중심으로 공랑(公廊), 즉 상설점포를 설치하여 시전시설을 정리하여 그 곳에서 상인으로 하여금 영위케 하였다. 시전 공랑의 건조공사가 본격적으로 착수되어 완전히 자리잡힌 것은 태종 때였다. 이와 같이하여 국초에 경성에 건조된 관설(官設) 시전은 관청의 필수품을 공급하였다.정부에서는 이들 시전 중 국역을 부담하는 육의전 등에 대해서는 그 대가로서 일종의 상품 독점 판매권과 금난전권(禁亂廛權)을 부여하였다.

## 같이 보기
- 시장
- 육의전